# Hôpital du Rayon de Soleil
L'Hôpital du Rayon de Soleil, connu également comme l'Hôpital désaffecté de Montigny-le-Tilleul ou Les Philippines, est un ancien établissement hospitalier de la commune de Montigny-le-Tilleul, dans la banlieue sud de Charleroi, en Belgique francophone. Il se situe le long de la route nationale 579, reliant le sud-ouest de la province de Hainaut à Charleroi.

## Toponymie
L'hôpital, qui se nomme Rayon de Soleil, a également donné des noms à différents services : l'Oasis pour son unité gériatrique, la Quiétude pour son unité de maladie de long séjour et les Bambis pour la crèche des enfants du personnel féminin.
Pour le personnel et les personnes qui ont connus le site en fonctionnement, l'hôpital était surnommé « les Philippines ». Quand il a fallu trouver du personnel sur le site, René de Cooman, à l'origine de l'Intercommunale des Œuvres Sociales du Hainaut (IOS), s'est rendu aux Philippines et a fait venir du personnel médical depuis l'archipel asiatique.

## Histoire

### Avant la fermeture
Le Rayon de Soleil est un hôpital « dernière génération » dont la première pierre fut posée en 1954 mais qui ne sera inauguré qu'en 1967 et dont l'initiateur est l'IOS. Il s'étend sur près de 35 000 mètres2 et s'élève sur une dizaine d'étages avec une colonne centrale, deux ailes latérales et une rotonde. Il proposait plusieurs services comme un jardin de productions de légumes, une boucherie et une boulangerie. Le site est tellement important dans la région qu'il en devient le logo de l'intercommunale qui en est à l'origine. Le site était spécialisé dans la réadaptation de maladie chronique et à de la gériatrie.

### Abandon
En 1985, après dix-huit ans de fonctionnement, le Rayon de Soleil cesse toute activité en raisons de surcapacité hospitalière. Après quelques années sans activité, l'armée américaine propose de s'en emparer pour en faire un hôpital de campagne puis c'est la ville voisine de Charleroi qui s'y intéresse pour y installer le siège d'Euronews mais il sera finalement installé à Écully, dans la métropole de Lyon. Il fut rapidement étiqueté en tant que travaux inutiles en Belgique en raison des équipements de pointe et du coût de construction de l'hôpital.
Le socialiste Richard Carlier, quelques années plus tard, tentera de le vendre fictivement, ce qui le mènera à être condamné par la justice,.
Le bâtiment est sous surveillance ; en effet, étant relié à l'autre partie de l'hôpital toujours en activité, une surveillance et une protection des lieux semblent logique. Ainsi, le rez-de-chaussée mais aussi les deux premiers étages ont été placés sous alarme et les portes fermées par des cadenas et des plaques métalliques.

### Démolition
En septembre 2021, à la suite d'un arrêté ministériel plaçant l'ancien hôpital sur la liste officielle des sites à réhabiliter sur le Moniteur belge, les premières discussions sur la démolition du Rayon de Soleil et des projets de réaménagement ont lieus. Le cahier des charges est prêt et la durée de la démolition est estimée à trois ans.
L'intercommunale HUmani, qui succède aux anciennes intercommunales de l'Intercommunale de santé publique du pays de Charleroi (ISPPC), qui avait récupéré la propriété du site en 2018, et à l'Association intercommunale hospitalière du Sud-Hainaut et du Sud-Namurois (AIHSHSN), a annoncé en septembre 2023 la démolition future du bâtiment à l'abandon depuis une quarantaine d'années. L'ancien hôpital étant situé sur le site actuel de l'hôpital André Vésale, un projet serait de bâtir un nouveau bâtiment à l'emplacement même du Rayon de Soleil. Un lien architectural devrait d'ailleurs lier l'ancien bâtiment toujours en activité et le nouveau.

## Affaire Carlier
Après l'échec de la ville de Charleroi d'en faire le siège d'Euronews, un promoteur italien rachète le Rayon de Soleil pour en faire le Palais de l'Europe, projeté comme un centre pour les hommes d'affaires et les cadres européens. Mais assez rapidement, l'IOS, l'ancien propriétaire du site, se retrouve sur la scène médiatique dans une affaire de malversations dans la vente du bâtiment, avec le promoteur italien. Ce sont près de 400 000 euros estimés qui auraient été détournés et le 28 avril 1994, Richard Carlier, homme politique au sein du Parti Socialiste, est emmené à la prison de Jamioulx, il est alors accusé de malversations immobilières. Au début des années 2000, après être passé en Correctionnelle et en Appel, Carlier sera reconnu coupable des accusations à son encontre.